# Omloop Het Nieuwsblad 2010
L'Omloop Het Nieuwsblad 2010, sessantacinquesima edizione della corsa, valido come evento dell'UCI Europe Tour 2010 categoria 1.HC, si svolse il 27 febbraio 2010 per un percorso di 204 km. Fu vinto dallo spagnolo Juan Antonio Flecha, che terminò la gara in 5h07'15" alla media di 39,837 km/h.
Furono 147 in totale i ciclisti che portarono a termine il percorso.

## Squadre e corridori partecipanti
| N.      | Cod. | Squadra                       |
| ------- | ---- | ----------------------------- |
| 1-8     | CTT  | Cervélo TestTeam              |
| 11-18   | ALM  | AG2R La Mondiale              |
| 21-28   | FDJ  | FDJ                           |
| 31-38   | LIQ  | Liquigas-Doimo                |
| 41-48   | OLO  | Omega Pharma-Lotto            |
| 51-58   | QST  | Quick Step                    |
| 61-68   | RAB  | Rabobank                      |
| 71-78   | SKY  | Sky Professional Cycling Team |
| 81-88   | GRM  | Garmin-Transitions            |
| 91-98   | THR  | Team HTC-Columbia             |
| 101-108 | KAT  | Team Katusha                  |
| 111-118 | MRM  | Team Milram                   |
| 121-128 | RSH  | Team RadioShack               |

| N.      | Cod. | Squadra                      |
| ------- | ---- | ---------------------------- |
| 131-138 | SAX  | Team Saxo Bank               |
| 141-148 | ASA  | Acqua & Sapone               |
| 151-158 | BBO  | Bbox Bouygues Telecom        |
| 161-168 | BMC  | BMC Racing Team              |
| 171-178 | COF  | Cofidis                      |
| 181-188 | LAN  | Landbouwkrediet              |
| 191-198 | SAU  | Saur-Sojasun                 |
| 201-208 | SKS  | Skil-Shimano                 |
| 211-218 | TSV  | Topsport Vlaanderen-Mercator |
| 221-228 | VAC  | Vacansoleil Pro Cycling Team |
| 231-238 | WIL  | Verandas Willems             |
| 241-248 | SKT  | An Post-Sean Kelly Team      |

## Ordine d'arrivo (Top 10)
| Pos. | Corridore            | Squadra      | Tempo    |
| ---- | -------------------- | ------------ | -------- |
| 1    | Juan Antonio Flecha  | Sky          | 5h07'15" |
| 2    | Heinrich Haussler    | Cervélo      | a 18"    |
| 3    | Tyler Farrar         | Garmin       | s.t.     |
| 4    | Luca Paolini         | Acqua & Sap. | s.t.     |
| 5    | Marcel Sieberg       | HTC-Columbia | s.t.     |
| 6    | Edvald Boasson Hagen | Sky          | s.t.     |
| 7    | Niko Eeckhout        | An Post      | s.t.     |
| 8    | Bernhard Eisel       | HTC-Columbia | s.t.     |
| 9    | Tom Veelers          | Skil-Shimano | s.t.     |
| 10   | Filippo Pozzato      | Katusha      | s.t.     |